# Стеван Живадиновић
Стеван Живадиновић (Бор, 20. новембар 1908 — Оксфорд, 6. мај 1993), познат као Ване Бор, био је српски књижевник, сликар и фотограф.

## Биографија
Рођен је 20. новембра 1908. године у Бору као трећe, најмлађе дете, од оца Драгутина, путујућег лекара, и мајке Десанке, која је имала епистоларну љубавну везу са српским песником Миланом Ракићем. Имао је старијег брата Вука (банкар у Београду и Дубровнику) и сестру Јелицу, познатију као Шева Ристић (супруга надреалисте Марка Ристића). Као кћи Марка и Шеве Ристић родила се 1928. године Мара Ристић (умрла 1996. године).
Бор је ушао у његово уметничко име, као што је и он постао неодвојиви део искуства и историје малог рударског места.
Ване Бор је сведочио (у тексту „Сведочанство шесте“) да се 1914. године, после повлачења, нашао у Скопљу, где је његов отац лечио рањенике.
Од 1914. до 1918. у групи српских ђака који су школовање наставили у Француској, Ване Бор је био у Ници, са Растком Петровићем, Александром Вучом, Марком Ристићем, Николом Вучом и браћом Дединац. Бранко Алексић је, у „Хронологији“ живота и рада Вана Бора, подсетио да Душан Матић у својим „Песмама непозваним“ римује „Ница“ са болница. „То су историјски и културни контексти будућих југословенских надреалиста“, такође је додао.
По свршетку рата наставио је школовање у Загребу (од 2. до 6. разреда, Реална гимназија, 1919—1924) и Београду (7. разред, Трећа мушка гимназија, 1925).
Свој први рад Ване је објавио у часопису „Сведочанства“ 1925. године, а убрзо након тога је матурирао у Београду. Своје прве фотографије снимио је идуће године у Врњачкој бањи, где су му родитељи држали санаторијум.
Студије права, на Сорбони, започео је 1927, а завршио 1931. године. Од 1933. године почело је његово дугогодишње службовање на Правном факултету у Суботици. Након докторирања на београдском универзитету 1938. године, постао је доцент на Правном факултету у Суботици, и то у периоду од 1938 до 1941. године.
Учествовао је ангажовано у уметничком и интелектуалном животу, а посебно је био присутан током готово читавог свог уметничког века у формалним и неформалним оквирима надреализма, како српског, тако и европског. За време студија, све своје слободно време проводио је у кругу француских надреалиста. Сарађивао је са Бретоном, Далијем, Елијаром. Инспирисан сликама Макса Ернста урадио је прве експерименте са техникама "згужваног папира" и "набораних слика", од којих је сачувано платно „Кугла са алгама на привидном хоризонту“. Био је један од првих експонената надреализма у Београду, у време када је надреализам и у Европи био нова појава. Учествовао је у београдском надреалистичком алманаху Немогућe - L`Impossible, који је изашао 1930. године. Са Марком Ристићем направио је серију фотограма, од којих су неки објављени у овом алманаху. Био је и међу потписницима манифеста надреализма, а осим фотограма, у алманаху су му објављени колажи и слике: „На тржишту немих песама“, „Едип у простору“, касније изгубљене. Сарађивао је и у надреалистичкој публикацији - часопису „Надреализам данас и овде“ (1931-32). Са Кочом Поповићем, Робером Десносом и другим уметницима окупљеним око париског часописа „Revue Du Cinéma“ потписао је протест "Човек од укуса" против филмског дистрибутера који је скратио филмску верзију серије „Њујоршке мистерије“. У париском часопису „Revue du cinéma“, Жан–Пол Драјфус му је посветио своју критику Фриц Ланговог филма. Био је члан Филмске културне задруге из Земуна и снимио је документарни филм о Београду. Писао је филмске критике за лист „Политика“, а у часопису „Данас“ писао је чланке о филму и психоанализи. Са Ристићем направио је уникатну књигу колажа и текстова „Ма Врауа“, која је изгубљена, а 1932. године са њим је објавио и књигу „Анти–зид“.
Године 1944. илегално је отишао у Лондон. У томе му је помогла породица Банац, рођаци његове мајке. Никада се није вратио у земљу. 1966. године постао је члан удружења „Free Painters and Sculptors“ у Лондону. Крајем 1973. године преселио се из Лондона у Оксфорд, где је сарађивао са часописима „True Thomas“, „Orbis“ и „Argo“ под псеудонимом Стеван Живадин. Године 1984. постао је доживотни члан „Oxford University Geological Society“ и члан „University Anthropological Society“,
Ванетов архив, четири сандука књига, фотографија, списа и других радова, преполовљен је, изгубљен непажњом чистача у једном складишту у Лондону 1986. године.
Умро је у Оксфорду 6. маја 1993. године. Јула месеца 1993, захваљујући Ванету Ивановићу, усред санкција ОУН према СРЈ, а посредством Марка Крсмановић-Симића, урна са његовим пепелом донета је из Лондона и положена у Ванетовој породичној гробници на Новом Гробљу у Београду.